# Sonde von Moreni
Koordinaten: 44° 58′ 27,8″ N, 25° 37′ 18,4″ O

Brennende Sonde von Moreni, fotografiert von Leo Wehrli

Als Sonde von Moreni wird ein Erdölbohrloch bei der Stadt Moreni im Kreis Dâmbovița in der Großen Walachei in Rumänien bezeichnet, im weiteren Sinne aber auch dessen von 1929 bis 1931 andauernder Brand infolge einer Explosionskatastrophe.

## Details

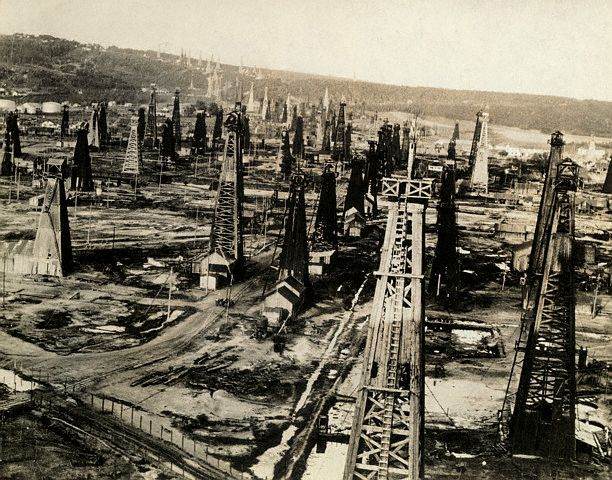
Erdölfeld bei Moreni in den 1920er Jahren

Am 27. Mai 1929, nach lokalen Presseangaben am 28. Mai 1929 um 09:20 Uhr (nach anderen Angaben am 10. Mai 1929), geriet der Bohrturm Nummer 160 in Flammen, nachdem man in eine Tiefe von mehr als 1500 Metern vorgestoßen war und die Kontrolle über die Probebohrung verloren hatte, wobei vierzehn Todesopfer und mehr als 100 Verletzte zu beklagen waren. Täglich entwichen dabei geschätzte 7.000.000 Kubikmeter Gas. Der vermutlich geschmolzene Bohrantrieb wurde nie gefunden, obwohl Teile des Bohrturms aus den Flammen gezogen wurden. Bis zum Frühjahr 1931 hatte das Feuer einen 75 Meter breiten und 20 Meter tiefen Krater ausgebrannt. Aus zahllosen Spalten in den Kraterwänden brannten kleinere Fackeln, die von Gas gespeist wurden, das durch die von der Hitze zerklüftete Erde drang. Die Ressourcen der rumänischen Regierung und der Ölgesellschaft Societatea Româno-Americană (deutsch Rumänisch-Amerikanische Gesellschaft), die die Bohrkonzession hielt, erwiesen sich als unzureichend. Das langanhaltende Feuer wurde zu politischem Treibstoff und spielte sogar bei Wahlen eine Rolle. Nach zweieinhalb Jahren, in denen auch drei Tunnels zum Bohrloch gebohrt wurden und zahlreichen Löschversuchen, erlosch die Flamme nach Einbruch eines Kraters von selbst.
Eine zeitgenössische Quelle schrieb die erfolgreiche Bekämpfung des Brandes dagegen dem US-amerikanischen Spezialisten Myron Kinley aus Oklahoma zu, der dafür vom 3. August 1931 bis zum 7. Februar 1932 benötigt hätte. Demnach erstickte er das Feuer, indem er den Krater mit einer aushärtenden Zementmischung füllen ließ, die mit Wasser abgekühlt wurde. Der Brand hatte insgesamt Verluste von 750.000 US-Dollar zur Folge.

## Rezeption
Die Darstellung dieser Katastrophe auf Fotos und Postkarten als brennende „Sonde von Moreni“ erreichte eine weite Verbreitung. Auch künstlerisch und literarisch wurde das Ereignis verarbeitet, so z. B. durch Dieter Mendelsohn in Die ewige Flamme von Moreni.

## Hintergrund
Moreni, das bis Ende des 19. Jahrhunderts noch ein Dorf war, entwickelte sich zu Beginn des 20. Jahrhunderts zu einem Zentrum der Ölindustrie. Erst nach 1965 wandelte sich der zu diesem Zeitpunkt noch 53-prozentige Anteil der Ölindustrie zu einem Profil mit 53 % Automobilbau und 26 % Kraftstoffindustrie im Jahr 1972. Im Jahr 1990 betrug der Öl-Anteil sogar nur noch 15 %.